# Prima Republică Cehoslovacă
Prima Republică Cehoslovacă (cehă první Československá republika, slovacă Prva Československá republika sau colocvial Prva republika) se referă la primul stat cehoslovac. Statul a fost denumit în mod obișnuit Cehoslovacia (Československo). Acesta a fost compus din Boemia, Moravia, Silezia Cehă, Slovacia și Rutenia Subcarpatică. Sub o presiune enormă a Germaniei Naziste și minorității germane din țară, Cehoslovacia a fost forțată să cedeze regiunea populată de germani, Regiunea Sudeților Germaniei la 1 octombrie 1938, așa cum a convenit în Acordul de la München, precum și partea de sud a Slovaciei și Rutenia Subcarpatică Ungariei și regiunea Zaolzie în Silezia Poloniei.

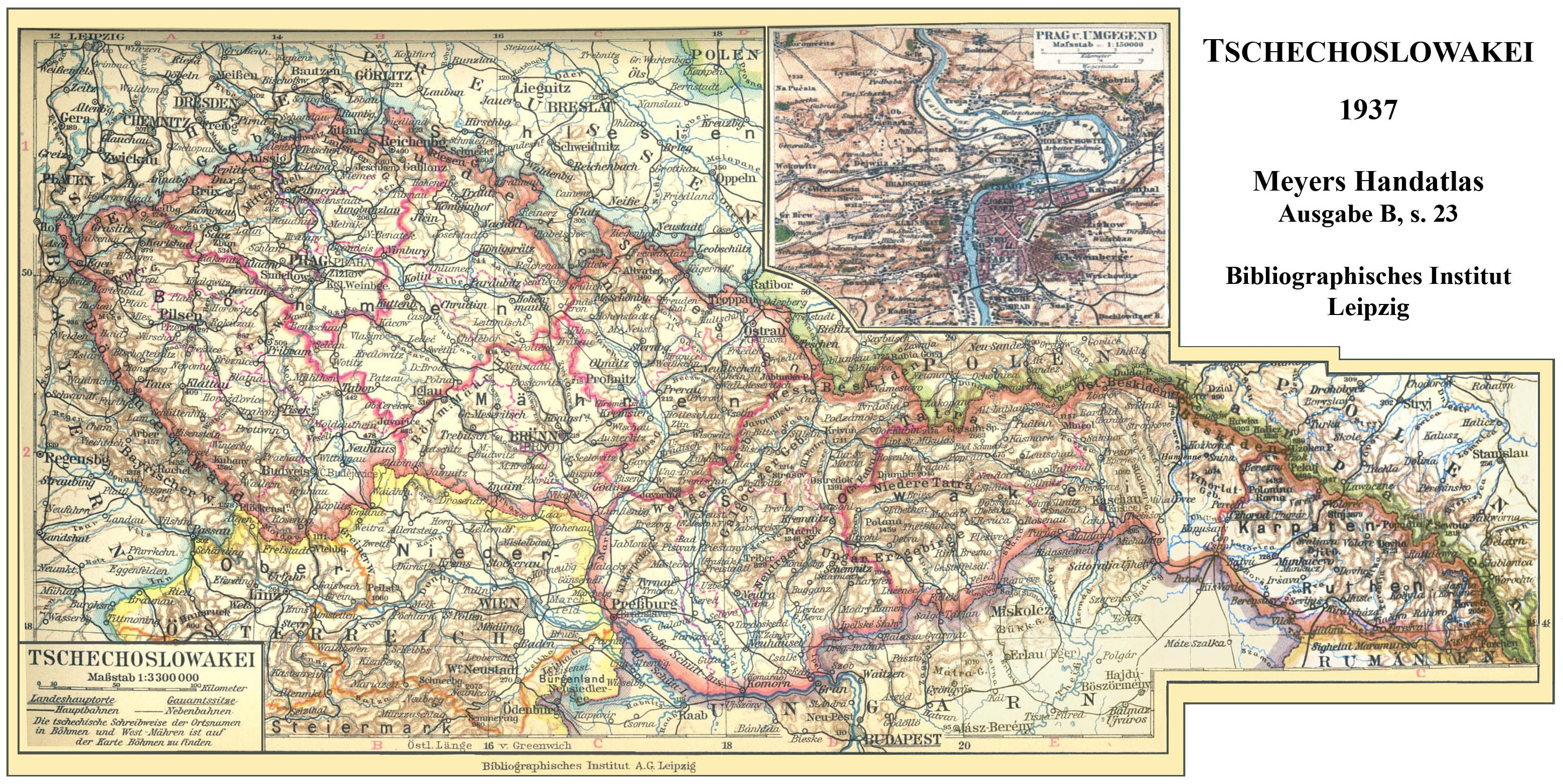
Cehoslovacia în 1937

## Istorie
Independența Cehoslovaciei a fost proclamată la 28 octombrie 1918 de către Comitetul Național Cehoslovac de la Praga. Mai multe grupuri etnice și teritorii cu tradiții istorice politice și economice diferite urmau să fie amestecate într-o nouă structură statală. Originea Primei Republici stă în al zecelea din cele Paisprezece Puncte ale lui Woodrow Wilson: „Popoarelor Austro-Ungariei, al căror loc în rândul națiunilor îl dorim asigurat și păstrat, trebuie să li se acorde cea mai liberă oportunitate pentru dezvoltarea autonomă."
Frontierele exacte ale țării și organizarea guvernului său au fost stabilite prin Constituția Cehoslovacă din 1920. Tomáš Garrigue Masaryk a fost recunoscut de Puterile Aliate drept conducător al guvernului provizoriu cehoslovac, iar în 1920 a fost ales președinte al țării. A fost reales apoi în 1925 și 1929, fiind președinte până la 14 decembrie 1935 când a demisionat din cauza sănătății precare. I-a urmat în funcție Edvard Beneš.
În urma Anschlussului (anexarea Austriei de către Germania Nazistă) în martie 1938, liderul nazist Adolf Hitler și-a concentrat ambițiile expansioniste asupra Cehoslovaciei. Pretextul său l-a reprezentat privațiunile suferite de populațiile germane din regiunile de frontieră din nord și vest, denumite împreună Regiunea Sudetă. Încorporarea lor în Germania Nazistă a lăsat Cehoslovacia fără capacitatea de a rezista ulterioarei ocupații.

## Politică
Într-o mare măsură, democrația cehoslovacă a fost organizată de către președintele Tomáš Masaryk. Ca principal părinte fondator al republicii, Masaryk a fost asemuit cu George Washington, considerat părinte al Statelor Unite. Până astăzi, Masaryk este considerat un simbol al democrației cehoslovace.

## Economie
Noua națiune avea o populație de 13,5 milioane de locuitori. Aceasta a moștenit 70 - 80% din totalul industriei Imperiului Austro-Ungar, inclusiv fabricarea porțelanului, sticlei și zahărului. De asemenea și-a dezvoltat singură toate distileriile și fabricile de bere, de exemplu Škoda din Pilsen (Plzen), care mai producea și armamente, locomotive, automobile, echipamente tehnice; toate astea formând industria chimică din nordul Boemiei.
Teritoriile cehe au fost mai industriaizate decât Slovacia. În Boemia, Moravia și Silezia, 39% din populație lucra în industrie, iar 31% în agricultură și silvicultură. Majoritatea industriei ușoare și grele a fost localizată în regiunea sudetă și a fost deținută de către germani și controlată de băncile germane. Cehii au controlat doar 20-30% din industrie. În Slovacia, doar 17,1% din populație lucrau în industrie, iar 60,4% lucrau în agricultură și silvicultură. Doar 5% din industria din Slovacia era deținută de slovaci. Rutenia Carpatică era esențial fără industrie.

## Grupuri etnice
| Regiuni               | "Cehoslovaci" (Cehi și Slovaci) | Germani   | Maghiari | Ruteni  | Evrei   | alții   | Populația Totală |
| --------------------- | ------------------------------- | --------- | -------- | ------- | ------- | ------- | ---------------- |
| Boemia                | 4 382 788                       | 2 173 239 | 5 476    | 2 007   | 11 251  | 93 757  | 6 668 518        |
| Moravia               | 2 048 426                       | 547 604   | 534      | 976     | 15 335  | 46 448  | 2 649 323        |
| Silezia Cehă          | 296 194                         | 252 365   | 94       | 338     | 3 681   | 49 530  | 602 202          |
| Slovacia              | 2 013 792                       | 139 900   | 637 183  | 85 644  | 70 529  | 42 313  | 2 989 361        |
| Rutenia Carpatică     | 19 737                          | 10 460    | 102 144  | 372 884 | 80 059  | 6 760   | 592 044          |
| Republica Cehoslovacă | 8 760 937                       | 3 123 568 | 745 431  | 461 849 | 180 855 | 238 080 | 13 410 750       |

Prima Republică Cehoslovacă avea o varietate de naționalități. În Regiunea Sudetă locuiau germanii, în Boemia cehii, în Slovacia slovacii, în Rutenia Carpatică ucrainenii. Maghiarii se găseau în sudul Slovaciei.
Disputele naționale au apărut datorită faptului că cehii, mai numeroși, au dominat guvernul central și alte instituții naționale. Clasa slovacă de mijloc, mică, nu a putut rezista și maghiarii, germanii și evreii au pus mâna pe posturile administrative, profesionale și comerciale din Slovacia. Ca rezultat, cehii trebuiau să fie detașați în Slovacia pentru a prelua posturile administrative și profesionale. Poziția comunității evreiești, în special în Slovacia, a fost ambiguă și, o parte semnificativă s-a îndreptat spre sionism.
În timpul organizării centralizate, naționalismul a apărut în rândul populațiilor non-cehe. Așa, au fost organizate mișcări și fondate partide, de ex. Partidul Sudeților Germani, condus de Konrad Henlein și Partidul Poporului Slovac condus de Andrej Hlinka.

## Pregătirile militare ale luiHitlercontra Cehoslovaciei
Franța și Regatul Unit au incitat guvernul cehoslovac să negocieze: la inițiativa lui Benito Mussolini, s-a ținut o conferință la München în septembrie 1938, Edvard Beneš nefiind invitat. Acordurile de la München dădeau satisfacție Germaniei naziste și Regatului Ungariei care au recuperat teritoriile populate de minorități germane și maghiare. Edvard Beneš a demisionat la 5 octombrie, fiind înlocuit de Emil Hácha, și a ales exilul. Amputarea teritorială a pus capăt de facto primei Republici Cehoslovace, căreia i-a succedat o efemeră a doua Republică Cehoslovacă.
La 15 martie 1939, întreaga parte cehă a fostei Republici Cehoslovace a fost ocupată de trupele germane, devenind Protectoratul Boemiei și Moraviei, în timp ce Slovacia și-a declarat autonomia sub păstorirea monseniorului Tiso, iar extremitatea orientală a republicii (Transcarpatia), după experiența efemeră a  Republicii Carpato-Ucrainene, a fost ocupată de Ungaria amiralului Horthy. Franța nu a intervenit să apere țara, în ciuda acordurilor de apărare mutuale existente.
A fost sfârșitul unei perioade care, în pofida neîncetatelor probleme politice (tensiuni naționaliste în interior, amenințări bolșevice din răsărit) și economice (criza din 1929), este percepută drept o epocă de aur de către cehi.